# Katja
Katja je žensko osebno ime.

## Izvor imena
Ime Katja je različica ženskega osebnega imena Katarina. Oziroma je ime  variacija ruskega imena Katarina oziroma Katjuša.

## Pogostost imena
Po podatkih Statističnega urada Republike Slovenije je bilo na dan 31. decembra 2007 v Sloveniji število ženskih oseb z imenom Katja: 8.577. Med vsemi ženskimi imeni pa je ime Katja po pogostosti uporabe uvrščeno na 17. mesto.

## Osebni praznik
Osebe z imenom Katja lahko godujejo takrat kot Katarine.

## Znane osebe
- Katarina Katja Mihelič, ekonomistka
- Katarina Katja Predovnik, arheologinja
- Katja Adam, biologinja
- Katja Ajdnik, evangeličanska duhovnica
- Katja Ajster - Kataya, pop-pevka, fotomodel
- Katja Alujevič
- Katja Arhar (več oseb)
- Katja Arsenovič, galeristka
- Katja Bašič, kriminalistka
- Katja Bednařik Sudec, slikarka
- Katja Berčič, matematičarka
- Katja Bergles Bricman
- Katja Berk Bevc
- Katja Bidovec, fotografinja
- Katja Boh, sociologinja, univ. profesorica in diplomatka
- Katja Božič, ekonomistka, strok. za finance, državna sekretarka
- Katja Breskvar, biokemičarka, univ. profesorica
- Katja Brvar
- Katja Budanova
- Katja Cah
- Katja Ceglar, muzealka
- Katja Cimermančič
- Katja Cimperman, arhitektka
- Katja & Coby
- Katja Colja, zamejska filmska režiserka in scenaristka
- Katja Čerenjak, rokometašica
- Katja Černela, radijska voditeljica
- Katja Činč, pianistka
- Katja Čoh Kragolnik, inšpektorica
- Katja Čvan Trobec, farmacevtka
- Katja Daneu, košarkarica
- Katja Delak, plesalka, koreografinja in plesna pedagoginja
- Katja Depolli Steiner, psihologinja
- Katja Dolenc Batagelj
- Katja Drnovšek, pravnica, filozofinja in jezikoslovka
- Katja Drobnič, biokemičarka/genetičarka, forenzičarka
- Katja Dular, klinična psihologinja
- Katja Eman, kriminalistična psihologinja, literatka
- Katja Fain, plavalka
- Katja Fašink, pevka, vizažistka, podjetnica
- Katja Felle, slikarka
- Katja Filipčič, pravnica, univ. prof.
- Katja Flint, nemška igralka
- Katja Franko, pravnica, kriminologinja, univ. prof.
- Katja Galle Toplak, strokovnjakinja za zdravilne rastline
- Katja Gartner Drofenik, učiteljica plesa
- Katja Geršak
- Katja Gole, novinarka
- Katja Goljat, umetniška fotografinja
- Katja Gorečan, pesnica in perofmerka
- Katja Gornik, pesnica
- Katja Grabnar
- Katja Gradišar, zobozdravnica
- Katja Groleger, zdravnica
- Katja Gruber
- Katja Hodošček
- Katja Horvat, alpska smučarka
- Katja Hrobat Virgolet, arheologinja in etnologinja/kulturna antropologinja
- Katja Hvala
- Katja Jazbec, smučarka
- Katja Jeras Ettore
- Katja Jeretina, kolesarka
- Katja Jerman, etnologinja/kulturna antropologinja
- Katja Jevšek, napovedovalka vremena
- Katja Jeznik, pedagoginja
- Katja Jontes, odbojkarica
- Katja Jug, prevajalka
- Katja Juhart "Katka", tekačica maratonka
- Katja Kabanova
- Katja Kadič, športna plezalka
- Katja Kavkler, restavratorka
- Katja Kegl Vencelj, gorska tekačica, ultratekačica
- Katja Kipping, nemška političarka
- Katja Kleindienst, Slovenska matica
- Katja Klemenc, pevka
- Katja Klep, plesalka
- Katja Klopčič Lavrenčič, literarna publicistka, urednica
- Katja Klun, pesnica
- Katja Klun, Morska biološka postaja Piran
- Katja Knez Steinbuch
- Katja Kobolt, dr. literarnih znanosti, feministična kuratorka, producentka
- Katja Kogej, etnologinja in enologinja, someljejka, naturopatinja
- Katja Kokalj, glasbenica
- Katja Kolar, biotehnologinja (Nem.)
- Katja Kolšek, filozofinja in sinologinja; prevajalka
- Katja Konvalinka, pianistka, operna in koncertna pevka sopranistka
- Katja Koren, pevka
- Katja Koren, alpska smučarka
- Katja Korošec, plesalka, pevka
- Katja Koselj, modna oblikovalka
- Katja Kosi, plesalka in prevajalka
- Katja Košir, psihologinja
- Katja Kotnik, model
- Katja Kous
- Katja Kovač, po poroki Katja Gruber zborovodkinja
- Katja Kovač, tenisačica
- Katja Kovše, slikarka, ilustratorka, ...
- Katja Kozjek, meteorologinja
- Katja Kozlevčar
- Katja Kraigher, prevajalka
- Katja Krajnik, violinistka
- Katja Kranjc, umetnostna zgodovinarka, knjižničarka
- Katja Krasavice
- Katja Kristan, farmacevtka in biokemičarka
- Katja Križman, biotehnološka podjetnica
- Katja Kurent-Tatarovac, rokometašica
- Katja Kušar, poliotologinja
- Katja Lapkovsky
- Katja Lautar
- Katja Legin, plesalka, performerka ...
- Katja Lenart
- Katja Lesjak, pevka
- Katja Lesjak, alpska smučarka
- Katja Levstik, igralka in pevka, šansonjerka
- Katja Loher
- Katja Lozar Manfreda, družboslovna informatičarka
- Katja Lumbar Globočnik, strokovnjakinja za odnose z javnostmi
- Katja Mahnič, umetnostna zgodovinarka
- Katja Majer, kiparka, krajinska umetnica
- Katja Malovrh, botaničarka
- Katja Malovrh Rebec, gradbena fizičarka
- Katja Markič, dramaturginja, dramatičarka, teatrologinja
- Katja Meden, zgodovinarka
- Katja Mihelčič - Kami, miss, pevka, svetovalka...
- Katarina Katja Mihelič, ekonomistka
- Katja Mihurko, dramaturginja in literarna zgodovinarka
- Katja Miklavčič
- Katja Milič, pianistka
- Katja Nyberg, norveška igralka rokometa
- Katja Oblak, kiparka, umetnica
- Katja Obleščak, pevka
- Katja Oeljeklaus, nemška teniška igralka
- Katja Osolnik Stražiščar, zdravnica
- Katja Otrin, pevka
- Katja Pahor
- Katja Pál, slikarka
- Katja Pasarit, šolska sindikalistka v zamejstvu
- Katja Pate
- Katja Pavlič Škerjanc, latinistka, sršol. prof.
- Katja Pegan, gledališka režiserka
- Katja Perat, pisateljica
- Katja Piškur
- Katja Pišot, radijska voditeljica na Radiu Capris
- Katja Plemenitaš, jezikoslovka anglistka
- Katja Plut, pesnica
- Katja Poboljšaj, biolginja
- Katja Pogačar, golfistka
- Katja Popovič, pilotka
- Katja Pori, slikarka
- Katja Porovne Silič, kitaristka, prof. AG
- Katja Povž
- Katja Požun, smučarska skakalka
- Katja Praprotnik, kustosinja
- Katja Praznik, profesorica na Oddelku za globalne študije spola in seksualnosti Univerze v Buffalu
- Katarina Katja Predovnik, arheologinja
- Katja Prokšelj, zdravnica, prof. MF
- Katj(uš)a Pušnik
- Katja Rebolj, biologinja, zeliščarica
- Katja Repič Vogelnik, arhitektka, urbanistka
- Katja Riemann, nemška igralka
- Katja Rihtar Šušnik, arhitektka
- Katja Rojs, defektologinja
- Katja Rus, restavratorka in konservatorka
- Katja Seizinger, nemška alpska smučarka
- Katja Seme
- Katja Sever Kržič, pevka
- Katja Sinkovič, pianistka
- Katja Sluga
- Katja Sreš, ekologinja
- Katja Stojnić
- Katja Stamboldžioski, urednica, režiserka in scenaristka
- Katja Steblovnik
- Katja Stergar, direktorica Javne agencije za knjigo
- Katja Stopar, biologinja, genetičarka
- Katja Strgar
- Katja Sturm-Schnabl, slovenska jezikoslovka in literarna zgodovinarka v Avstriji
- Katja Sudec
- Katja Suding, nemška političarka
- Katja Šeruga, novinarka in popotnica
- Katja Šircelj
- Katja Šivec
- Katja Škofic, igralka
- Katja Škrubej, pravna zgodovinarka
- Katja Šmalc, smučarka
- Katja Šoba, političarka
- Katja Šoltes, arhitektka
- Katja Špur, novinarka, pesnica, pisateljica, prevajalka
- Katja Štefanec, LGBTQ
- Katja Štok, novinarka
- Katja Štravs, jadralka
- Katja Šugman Stubbs, pravnica, psihologinja in univ. profesorica
- Katja Šuklje Antalick, agronomka
- Katja Šuklje, strokovnjakinja za vinogradništvo
- Katja Šulc, pevka
- Katja Švab, arhitektka
- Katja Švarc, arheologinja
- Katja Tomažič
- Katja Tomažin, atletičarka, profesorica športne vzgoje, kineziologinja
- Katja Tratnik
- Katja Trdan
- Katja Triller Vrtovec, pravnica, prof.
- Katja Turk, nogometašica
- Katja Utroša, filozofinja
- Katja Vadnal, agrarna ekonomistka
- Katja Verderber = Katarina Mala, pevka
- Katja Vidmar, plezalka
- Katja Vintar Mally, geografinja
- Katja Virant Iršič, muzikologinja
- Katja Višnar, smučarska tekačica
- Katja Vodopivec, profesorica kazenskega prava
- Katja Voncina, prevajalka, lektorica
- Katja Vučković Zinrajh, pevka "Infected"
- Katja Wirth, avstrijska smučarka
- Katja Zajc Kejžar, mednarodna ekonomistka
- Katja Zaletel, zdravnica, prof. MF
- Katja Zakrajšek, prevajalka afriške književnosti
- Katja Zdešar Kotnik, antropologinja
- Katja Zelinka Škerlevaj, arhitektka
- Katja Zver
- Katja Žekar, violistka
- Katja Žlajpah, arhitektka
- Katja Žmitek, kemičarka, nutricionistka
- Katja Žolgar
- Katja Žvan Eliott, politologinja, feministka, prof. na maroški ameriški univerzi Al Akhawayn
- Zora Rupena - Katja, aktivistka
- Jekatarina "Katja" Vedenejeva, ritmična gimnastičarka